# Filmhaus Köln

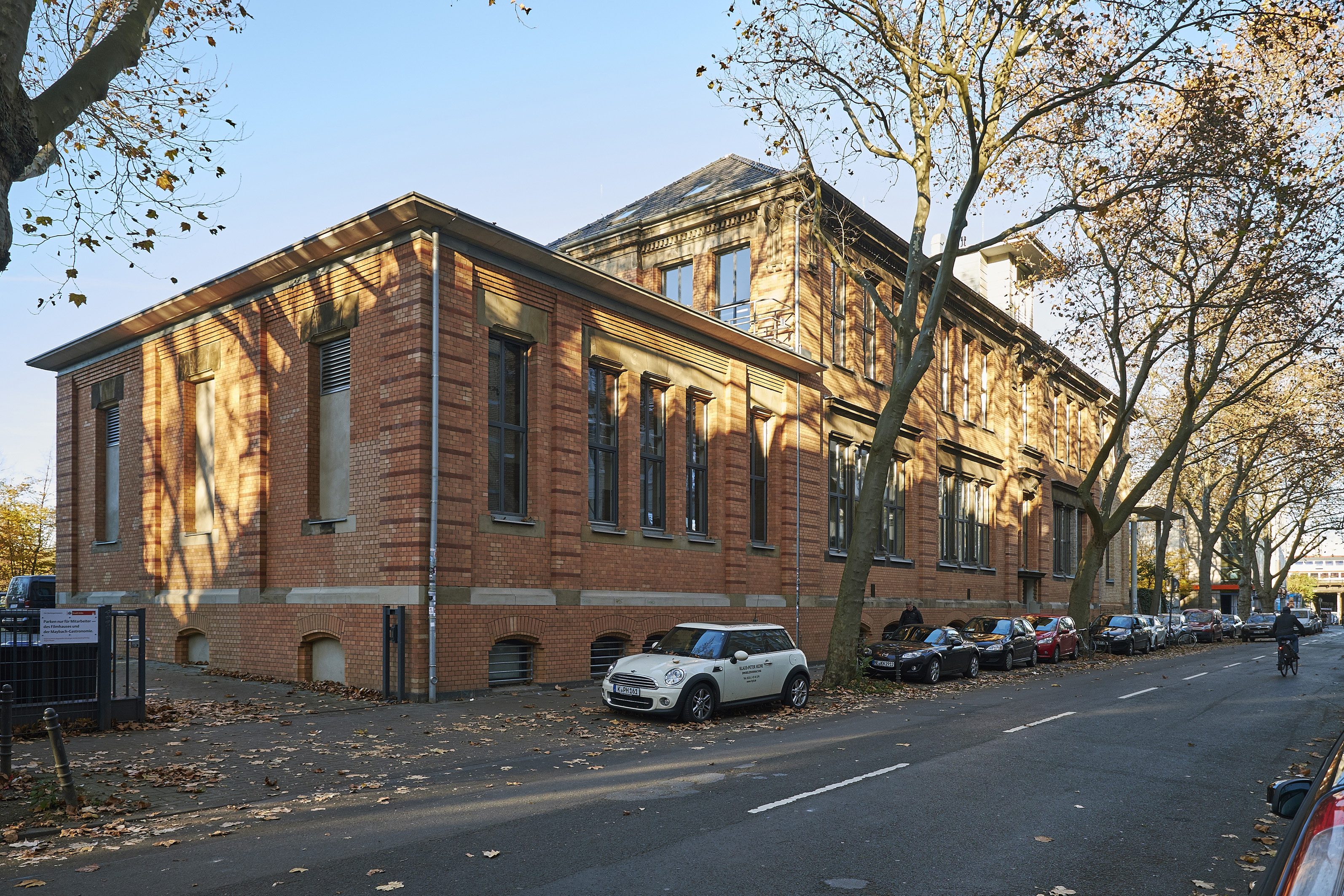

Das Filmhaus Köln ist ein 2021 neu eröffnetes Zentrum für Filmkultur. Es beherbergt ein Kino sowie die Bereiche Filmbildung und berufliche Bildung. Im Haus sind unterschiedliche filmkulturelle Initiativen und Akteure beheimatet.

## Aktivitäten
Die Aktivitäten des Filmhaus Köln gliedern sich in vier zentrale Praxisbereiche: der Kinobetrieb, die Filmbildung, die Film Professionals und das Atelier.
- Das Kino im Filmhaus zeigt neben aktuellen Kinoproduktionen ein bewusst nicht-kommerzielles Programm und kooperiert mit Festivals, freien Kuratoren[4] und Filminitiativen[5]. Das Programm kuratieren Dirk Steinkühler und Joachim Kühn.[6]
- Die Filmbildung richtet sich an Menschen aller Altersklassen und eröffnet vielfältige Zugänge zum Medium Film. Fest am Haus installiert ist der MiniFilmclub für Vorschulkinder.[7] Fortlaufende Projekte sind unter anderem das Mentoringprogramm für junge Erwachsene und das Junge Filmhaus.[8]
- Die berufliche Weiterbildung richtet sich an Menschen, die in der Filmbranche einsteigen wollen, professionelle Fertigkeiten vertiefen oder erweitern wollen. Sie firmiert unter „Film Professionals“ und wird von den mibeg-Instituten geleitet.[9][10]
- Das Atelier bietet Filminteressierten und jungen Filmemachern Unterstützung für ihre Projekte.[11]

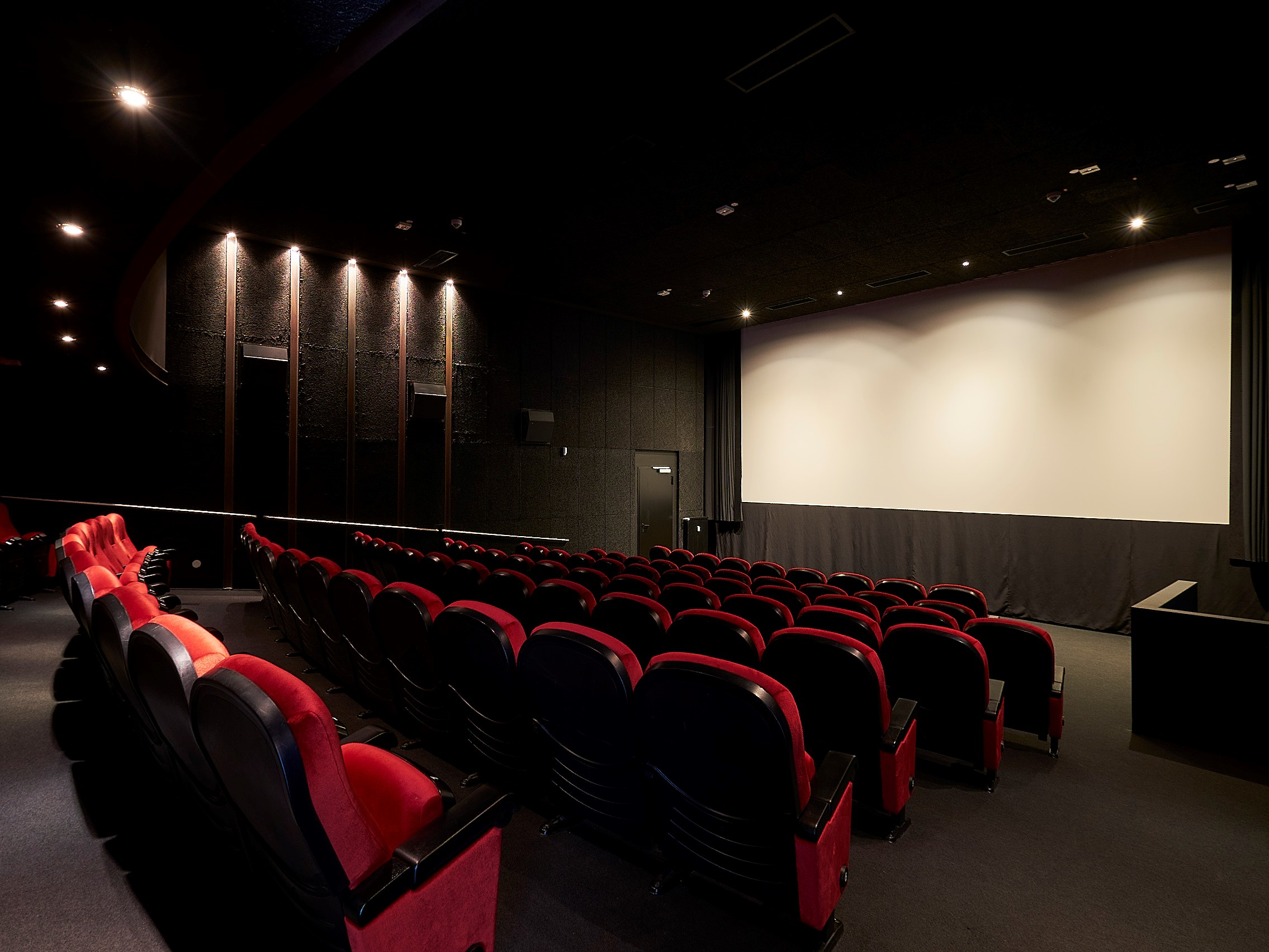

Im Haus arbeiten unterschiedliche Festivals und filmkulturelle Akteure, zum Beispiel:
- Internationales FrauenFilmfestival Dortmund/Köln
- Kurzfilmfestival Köln
- Edimotion - Filmfestival für Filmschnitt und Montagekunst
- Netzwerk Filmkultur NRW e. V.
- Filmbüro Nordrhein-Westfalen
- Dokumentarfilminitiative
- Field-Recordings
- 2pilots Filmproduction
- Rapid Eye Movies

## Organisationsstruktur
Dachgesellschaft ist die „FK Filmhaus Köln GmbH“. Sie schirmt in ihrem Gesellschaftergefüge alle Praxisbereiche, welche durch die „FK Filmhaus Kino Gesellschaft Köln GmbH“, die „FK Filmhaus Bildung Köln gGmbh“, die „Institute Gesellschaft für Weiterbildung mbH“ sowie die „Act HeadQuarter Media GmbH“ vertreten werden.
Ihre Geschäftsführerin ist Vera Schöpfer. Neben der Gesamtleitung betreut sie im Filmhaus selbst die „Filmbildung“ und das „Atelier“ – beides Querschnittbereiche, die in engem Zusammenwirken mit dem Kino- und Seminarprogramm der beruflichen Bildung zugedacht sind und umgesetzt werden.

## Geschichte
Das Gebäude des heutigen Filmhauses entstand 1891–97 als Verwaltungsgebäude des ehemaligen Güterbahnhofs Köln Gereon. Nachdem es lange leer gestanden hatte, bezog die Initiative Kölner Filmhaus 1997 das neu nutzbar gemachte Gebäude. 2012 ging der Verein jedoch insolvent, woraufhin die Stadt unterschiedliche Zwischennutzungen vergab. Ab 2016 begann dann die Sanierung. In einem Dialogverfahren schrieb die Stadt 2018 die Nutzung des Filmhauses neu aus. Den Zuschlag bekam die FK Filmhaus Köln GmbH in Gründung. Im Oktober 2021 eröffnete das Haus unter neuer Leitung.